# Seminole Hard Rock Hotel & Casino Hollywood
Seminole Hard Rock Hotel & Casino, ook wel bekend als The Guitar Hotel, is een hotel- en casinoresort nabij Hollywood (Florida) in de Verenigde Staten, op 40 hectare van het Hollywood-reservaat van het Seminole-volk in Florida. Het pand heeft momenteel één hoteltoren, een 13.000 m² groot casino, grote pokerroom, een 1,6 hectare zwembad in lagunestijl met een bar in het midden en veel privérestaurants, winkels, spa, cabana's, bars en nachtclubs, en het Hard Rock Event Center.
 In oktober 2019 is een grote uitbreiding voltooid.

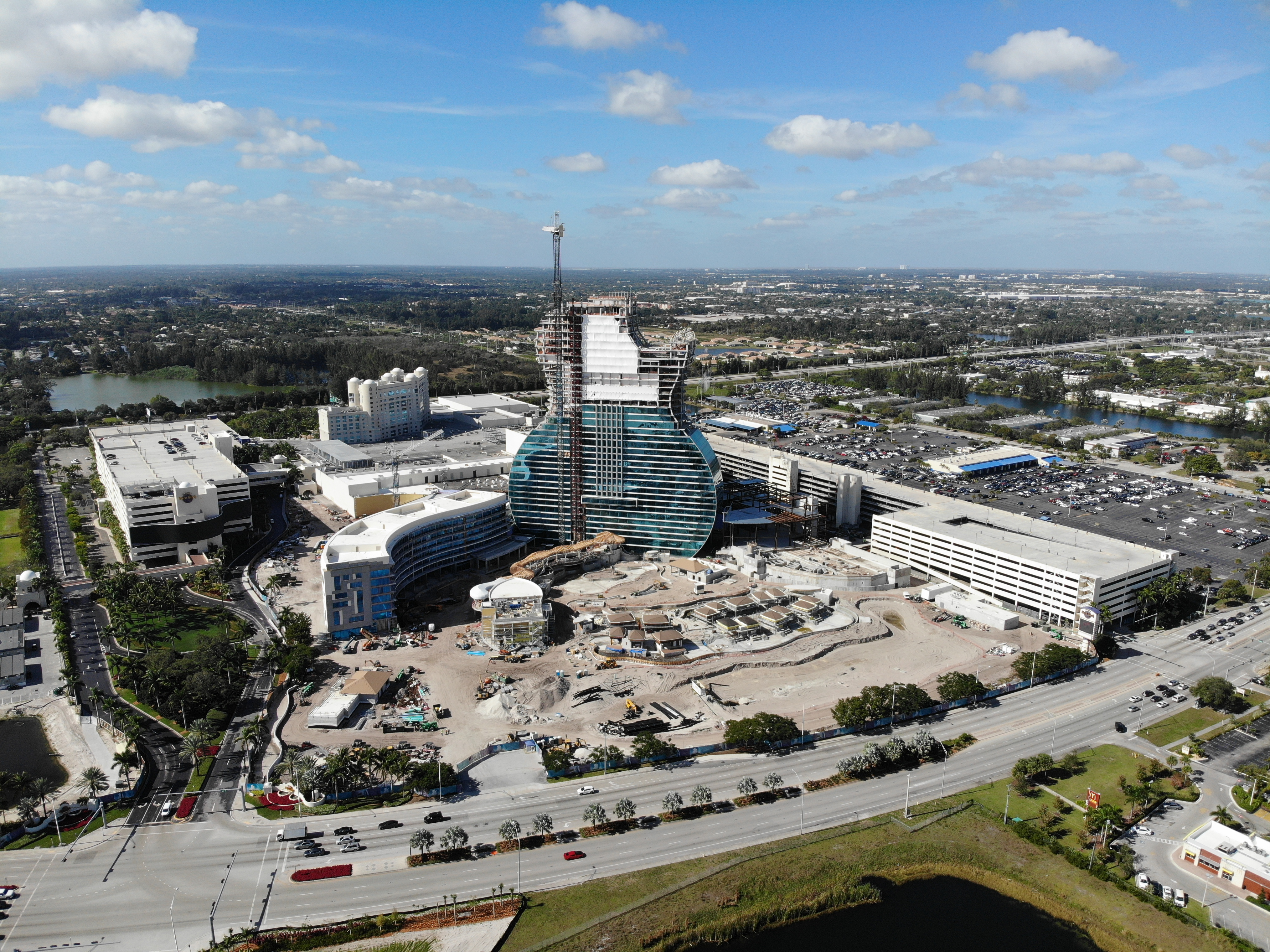
Bouwwerkzaamheden in uitvoering, december 2018

Het resort heeft een 12 verdiepingen tellend "klassiek Hard Rock Hotel" met 469 kamers en suites. Gasten worden begroet door een 15 metet hoge signature Hard Rock-gitaar (gebaseerd op een beroemd Gibson- model voor elektrische gitaar) bij de ingang van het hotel, samen met een enorm LED-reclamescherm aan de voorkant van de parkeergarage. Het resort heeft een 11.000 m² vergaderruimte, inclusief een 3.500 m² tentoonstellingshal.
Het eigendomsuitbreidingsproject van $ 1,5 miljard van de Hard Rock voegde een 140 meter "Guitar Hotel" toe met 638 kamers en een zeven verdiepingen tellende "Oasis Tower" van 168 kamers met uitzicht op de zwembadcabana's - de opening van deze nieuwe gebouwen was op 24 oktober 2019, enkele maanden voorafgaand aan de Super Bowl LIV die op 2 februari 2020 in Miami werd gehouden. De uitbreiding omvatte ook een 3.900 meter "Rock Spa", en meer dan 20 nieuwe restaurants en uitgaansgelegenheden. Tussen het bestaande 12 verdiepingen tellende hotel, het nieuwe Guitar Hotel en de nieuwe Oasis Tower kwamen in oktober 2019 meer dan 1.200 hotelkamers beschikbaar.
Op 9 mei 2014 kondigde Seminole-voorzitter James Billie een upgrade van $ 100 miljoen aan van de casino's van de stam, waarvan een groot deel werd uitgegeven aan de Hard Rock Hollywood-locatie, inclusief verbeterde toegangswegen, zwembadbar in het midden, upgrades van zwembadfaciliteiten, bijgewerkte hotelkamer en suite-interieurs, en een nieuw restaurant. Vanaf maart 2019 werd het upgradebudget van de stam aanzienlijk verhoogd tot meer dan $ 2,4 miljard, voornamelijk verdeeld over deze locatie en het Seminole Hard Rock Hotel en Casino Tampa.

## Casino
De casino-indeling omvat ruim 13.000 m² met gokautomaten en verschillende tafelspellen, waaronder blackjack, baccarat, mini baccarat, Pai Gow poker, Let It Ride en poker met drie kaarten. Het casino heeft geen live craps en roulette, hoewel er elektronische versies van die spellen beschikbaar zijn. Sinds juni 2018 bevindt de pokerroom zich in een voormalige balzaal, die vanwege lopende bouwwerkzaamheden is verplaatst van de vorige locatie.
Blackjack is het meest populaire kaartspel in de Verenigde Staten en was een toevoeging aan het casino. In een deal met een waarde van $ 1,1 miljard gaf voormalig gouverneur Charlie Crist de Seminole Tribe een licentie voor blackjack in zijn casino's. In ruil daarvoor leende The Seminole Tribe de staat Florida gedurende twee jaar $ 1,1 miljard uit. Op 3 juli 2008 oordeelde het Hooggerechtshof van Florida dat de overeenkomst van de gouverneur ongrondwettelijk was, maar tafelspellen blijven werken omdat het federale ministerie van Binnenlandse Zaken het nu ongeldige pact met de staat heeft goedgekeurd. De toevoeging van blackjack aan de Hard Rock casino's in Hollywood en Tampa gaf geloofwaardigheid aan haar claim een belangrijke gokbestemming te zijn.

## Vermaak
Hard Rock Live is een multifunctioneel theater met 7.000 zitplaatsen, dat op 25 oktober 2019 werd geopend met een concert van Maroon 5. Het theater verving een 5500 zitplaatsen tellende arena met dezelfde naam, die verschillende soorten evenementen organiseerde, waaronder muzikale acts, komieken, boksen en andere kleinere evenementen, samen met een residentie van Billy Joel. De arena werd in maart 2018 met de grond gelijk gemaakt als onderdeel van de pandbrede uitbreiding met het nieuwe theater. Tijdens de bouw van het nieuwe theater werden evenementen gehouden in het tijdelijke 3.500 zitplaatsen tellende Hard Rock Event Centre, waar acts als Britney Spears op haar Piece of Me Tour te zien waren.

## Wetenswaardigheden
- Model Anna Nicole Smith stierf op 8 februari 2007 in haar hotelkamer in het resort. Een autopsie oordeelde dat haar dood werd veroorzaakt door een overdosis drugs.[19]

## Verder lezen
- "Are You Ready to Play?", Sun-Sentinel, 23 april 2004. “Grand Opening Party, May 11”
- Holland, John, "Odds-on favorite", Sun-Sentinel, May 12, 2004.
- "Vegas-style slots debut at Hard Rock casino", The News-Press, January 29, 2008.
- Sortal, Nick C., "It's a big deal: Blackjack starts June 22", Sun-Sentinel, June 7, 2008.